# Xenogyrinus natans
Xenogyrinus natans là một loài bọ cánh cứng hóa thạch trong họ Gyrinidae. Loài này được Brodie miêu tả khoa học năm 1845.